# Slavko Janevski
Pour les articles homonymes, voir Janevski.
Slavko Janevski (en macédonien Славко Јаневски), né à Skopje, dans l'actuelle Macédoine du Nord, le 11 janvier 1920 et mort dans la même ville le 20 janvier 2000, était un écrivain, poète, dramaturge et peintre yougoslave d'expression macédonienne. Il était également éditeur de livres et de journaux littéraires, il était membre de l'Académie macédonienne des sciences et des arts et le président de la Société des écrivains de Macédoine. Il est surtout connu pour avoir écrit le tout premier roman en macédonien standard, en 1952.

## Biographie
Slavko Janevski est né à Skopje le 11 janvier 1920 et a étudié à l'école de technologie de la même ville. Il a publié son premier recueil de poèmes, Le fil taché de sang, en 1945. Ce premier florilège fut suivi par plusieurs autres œuvres poétiques, dont plusieurs recueil pour enfants. En 1952, il publie Le village derrière les sept frênes, le premier roman écrit en macédonien. Il est suivi par de nombreux autres romans, recueils de poèmes et de nouvelles. Son roman pour enfants Le conte sucré a été adapté en opéra pour la jeunesse. 
Il fut directeur et éditeur en chef de la maison d'édition Makedonska Kniga et éditeur des journaux littéraires Nov Den, Sovremenost et Horisont. Il est entré en 1947 à l'Association des Écrivains macédoniens et en 1967 à l'Académie macédonienne des Sciences et des Arts. Son œuvre a été traduite entièrement ou partiellement en serbe, croate, slovène, roumain, tchèque, italien, russe, anglais, hongrois, albanais, turc, allemand, français, polonais et en espéranto.
Slavko Janevski a reçu plusieurs prix macédoniens et yougoslaves : les prix 11 octobre, AVNOJ, Frères Miladinov, Racinovo Priznanie, 
Miroslav Krleza et Koco Racin.